# Отмъщението (сериал, САЩ)
Вижте пояснителната страница за други значения на Отмъщението.
„Отмъщението“ (на английски: Revenge) е американски сериал по идея на Майк Кели. Стартира като вечерен сериал с пилотен епизод на 21 септември 2011 г. по телевизия ABC. Бързо достига висок рейтинг и е номиниран за различни телевизионни награди.
На 8 май 2014 г. ABC подновява сериала за четвърти сезон.
На 29 април 2015 г. е обявено, че сериалът ще приключи с четвъртия си сезон и последният епизод ще се излъчи на 10 май 2015 г. и че също така феновете ще получат точно обособен край.

## Главни герои
| Актьор         | Герой            | Сезон        | Сезон        | Сезон        |
| Актьор         | Герой            | 1            | 2            | 3            |
| -------------- | ---------------- | ------------ | ------------ | ------------ |
| Емили ВанКамп  | Емили Торн       | главен герой | главен герой | главен герой |
| Маделин Стоу   | Виктория Грейсън | главен герой | главен герой | главен герой |
| Гейбриъл Ман   | Нолан Рос        | главен герой | главен герой | главен герой |
| Хенри Черни    | Конрад Грейсън   | главен герой | главен герой | главен герой |
| Ашли Мадекуи   | Ашли Дейвънпорт  | главен герой | главен герой |              |
| Ник Уекслър    | Джак Потър       | главен герой | главен герой | главен герой |
| Джошуа Боуман  | Даниъл Грейсън   | главен герой | главен герой | главен герой |
| Бари Слоун     | Айдън Матис      |              | главен герой | главен герой |
| Конър Паоло    | Деклан Потър     | главен герой | главен герой |              |
| Криста Б. Алън | Шарлот Грейсън   | главен герой | главен герой | главен герой |

## „Отмъщението“ в България
В България сериалът започва премиерно по Fox Life на 23 януари 2012 г., всеки понеделник от 21:10 с повторение във вторник от 17:30 и в събота от 17:40. Втори сезон започва на 11 февруари 2013 г. с разписание, всеки понеделник от 21:05 по два епизода с повторение във вторник от 11:30 и в събота от 21:55. От 4 март 2013 г. е вече по един епизод от 20:55. Сезонът завършва на 10 юни 2013 г. с двоен епизод. Трети сезон започва на 16 декември 2013 г., всеки понеделник от 21:50 с повторение по-късно от 0:35 и в неделя от 19:10. За последно е излъчен единайсети епизод на 24 февруари 2014 г. Сезонът продължава на 7 април 2014 г. със същото разписание и завършва на 16 юни 2014 г. Четвърти сезон започва на 2 февруари 2015 г., всеки понеделник от 22:00 с повторения във вторник от 11:00 и 11:55, неделя от 17:25 и 18:20 и понеделник от 21:05 преди премиерния епизод. Сериалът завършва на 6 юли 2015 г. Дублажът е на Андарта Студио. Ролите се озвучават от артистите Светлана Бонин, Мина Костова, Стоян Цветков, който е заместен от Георги Стоянов в последните два епизода от първи сезон, и Тодор Георгиев, който е заместен от Росен Плосков в последните два епизода от втори сезон. Преводът е на Дина Колева.
На 18 декември 2012 г. започва повторно излъчване на първи сезон по Нова телевизия, всеки делник от 20:00 и завършва на 22 януари 2013 г. Втори сезон започва на 11 юни 2013 г., всеки делник от 21:00 и завършва на 11 юли. Трети сезон започва на 21 юли 2014 г., всеки делник от 21:00, като от 28 юли се излъчва вече всеки делник от 22:30 и завършва на 19 август. На 3 юли 2015 г. започва четвърти сезон, всеки делник от 23:00. Ролите се озвучават от артистите Христина Ибришимова, Ани Василева, Лина Златева, Васил Бинев, Здравко Методиев и Симеон Владов.